# Новопавловка (Луганская область)
Новопа́вловка (укр. Новопавлівка) — посёлок в Лутугинском районе Луганской области Украины. Под контролем самопровозглашённой Луганской Народной Республики. Входит во Врубовский поселковый совет.

## География
Посёлок расположен на реке Ольховой. Ближайшие населённые пункты: сёла Великая Мартыновка, Иллирия, Ушаковка, Захидное (все выше по течению Ольховой) на западе; посёлки Ясное, Врубовский, Успенка (все ниже по течению Ольховой) на востоке; Шимшиновка на северо-западе, Комсомолец на севере, Белореченский и Ленина на северо-востоке, Мирное на юге.

## Население
Население по переписи 2001 года составляло 310 человек.

## Общие сведения
Почтовый индекс — 92022. Телефонный код — 6436. Занимает площадь 0,159 км².

## Местный совет
92020, Луганская обл., Лутугинский р-н, пгт. Врубовский, ул. Щорса, 1; тел. 15-2-50